# Mailboot

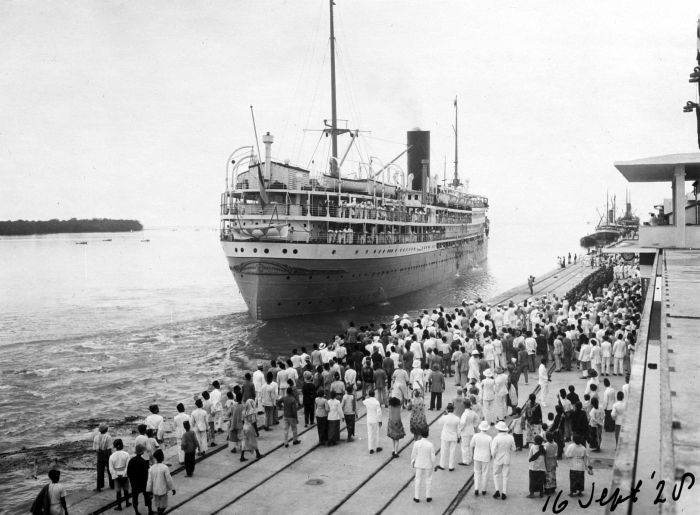
Collectie Tropenmuseum - Vertrek van de eerste mailboot van het Nederlandsch-Indische Scheepvaart Etablissement van de Rotterdamsche Lloyd uit Belawan Noord-Sumatra TMnr 10010614

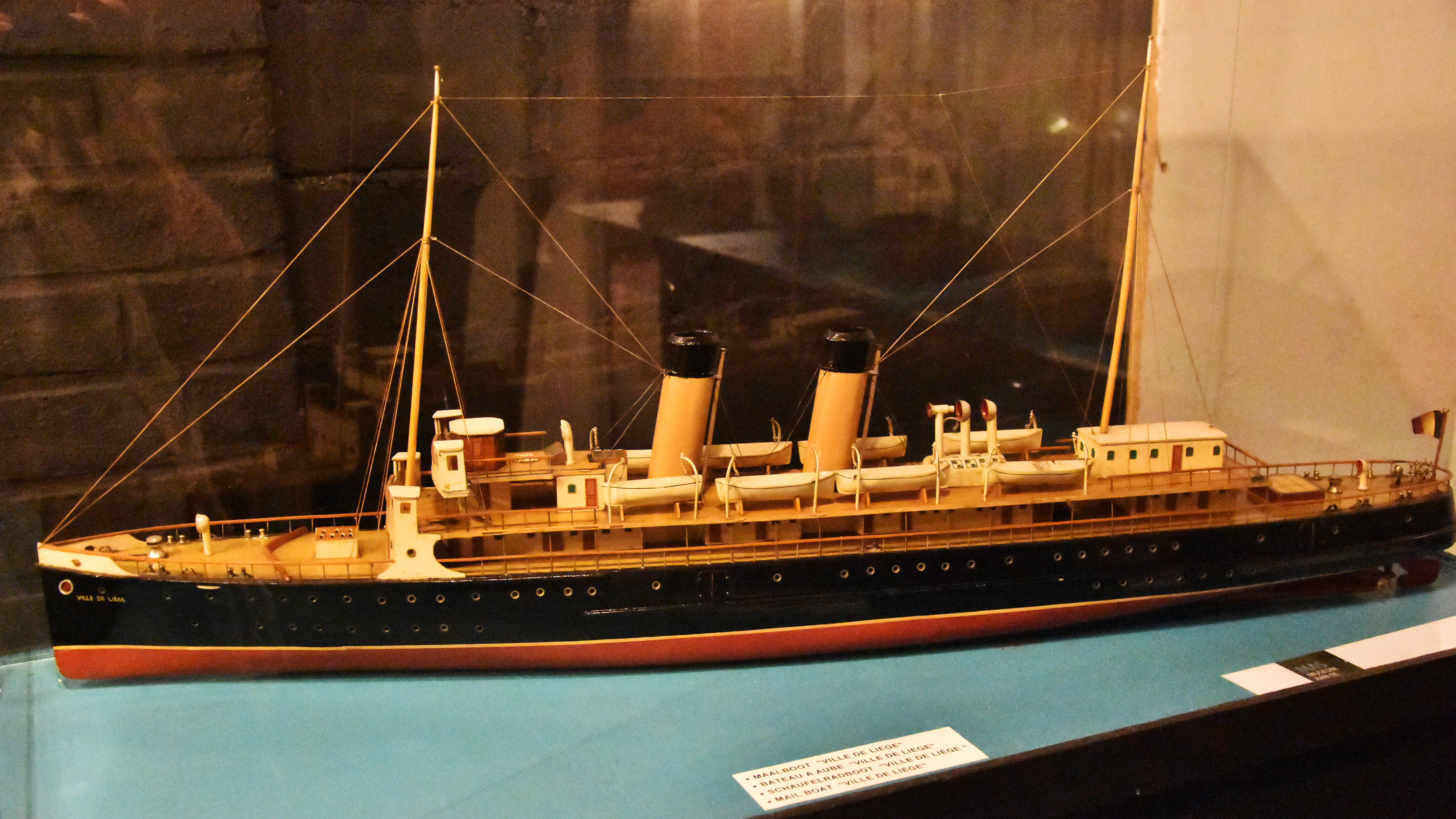
Maquette van de Ville de Liège in Seafront te Zeebrugge

Een mailboot was een groot en snel stoom- of motorschip dat behalve passagiers ook de post vervoerde en zo de verbinding tussen de door oceanen gescheiden werelddelen verzorgde. Nederland gebruikte mailboten voor de verbindingen met Nederlands-Indië en de koloniën. De speciaal voor dit doel gebouwde mailboten waren sneller dan de cargoboten of vrachtschepen.
Vanaf 1889 werd in de scheepsbouw een onderscheid gemaakt tussen deze 2 types. Nederlandse rederijen zoals de Stoomvaart Maatschappij Nederland en de Rotterdamsche Lloyd exploiteerden mailboten. Voor de Eerste Wereldoorlog maten de mailboten rond de 8000 BRT. In de jaren 30 was dat 12000 BRT. De snellere luchtpost heeft de mailboten in de jaren voor de Tweede Wereldoorlog niet kunnen verdringen. Zowel de passage als de luchtposttarieven waren daarvoor te hoog. Kranten en tijdschriften deden er tot in de jaren 50 eenentwintig dagen over om in Nederlands Indië aan te komen. De reis duurde immers drie weken tot een maand. Toch kon men een wekelijkse afvaart vanuit Nederland garanderen; elke 14 dagen vertrok een mailboot vanuit Rotterdam naar Indië en elke 14 dagen vertrok er een van de Stoomvaart Maatschappij Nederland (SMN) vanuit Amsterdam. Op Java kwamen de schepen in Tandjong Priok aan.
Ook op de Noordzee en het Kanaal voeren mailboten. Bekend werd de Engelse mailboot s.s. "Berlin" die in de nacht van 20 op 21 februari 1907 voor Hoek van Holland verging. Het schip had een grote hoeveelheid post en passagiers uit Harwich aan boord.
Sommige mailboten hadden na de Eerste Wereldoorlog aan dek brandkasten die zouden blijven drijven wanneer het schip zonk. Om post op deze wijze te vervoeren was het plakken van een bijzondere postzegel, een brandkastzegel verplicht.

## Nederlandse mailboten in de vaart op Indië
- De Prins der Nederlanden waarop Louis Couperus in 1921 naar Nederlands-Indië voer. Hij beschreef de reis in zijn bundel Oostwaarts.
- De Insulinde van de Lloyd in gebruik gesteld in 1914
- De Jan Pieterszoon Coen van de SMN in gebruik gesteld in 1915. Dit schip werd op 14 mei 1940 tussen de pieren van Ijmuiden door de demolitieploegen van de Koninklijke Marine tot zinken gebracht, waardoor de haven van IJmuiden jarenlang moeilijk of in het geheel niet toegankelijk bleef.
- De Johan de Witt van de SMN in gebruik gesteld in 1920
- De Slamat van de Lloyd in gebruik gesteld in 1924
- De Pieter Cornelisz Hooft van de SMN in gebruik gesteld in 1926
- De Indrapoera van de Lloyd in gebruik gesteld in 1926
- De Christiaan Huygens van de SMN in gebruik gesteld in 1928
- De Sibajak van de Lloyd in gebruik gesteld in 1928
- De Johan van Oldenbarnevelt van de SMN in gebruik gesteld in 1930
- De Baloeran van de Lloyd in gebruik gesteld in 1930
- De Marnix van St Aldegonde van de SMN in gebruik gesteld in 1930
- De Dempo van de Lloyd
- De Oranje van de SMN in gebruik gesteld in 1931[1]